# Dom Pérignon

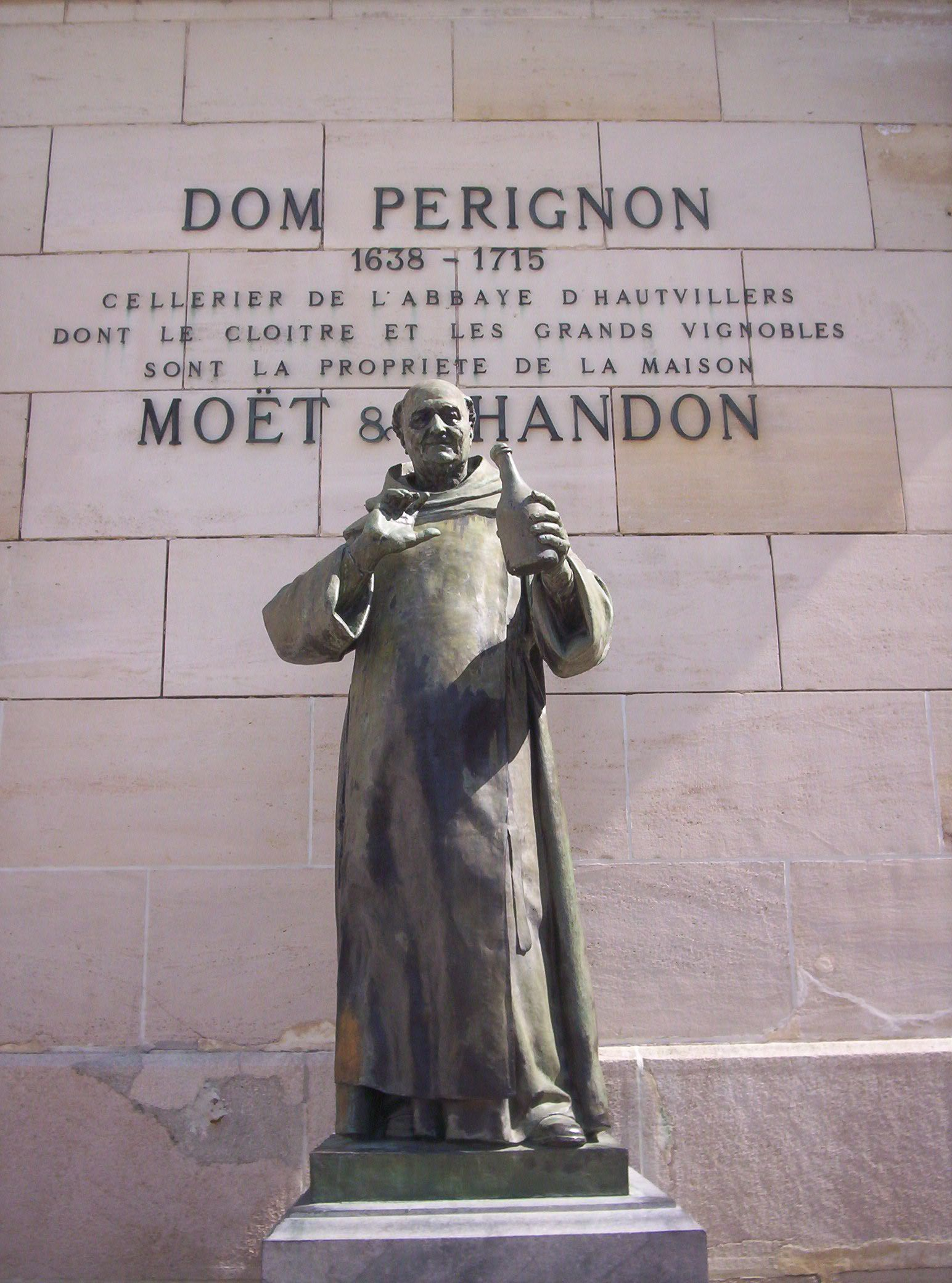
Dom Pérignon

Dom Pérignon (рус. Дом Периньо́н) — марка шампанского премиум-класса французского производителя Moët et Chandon. Названа в честь монаха-бенедиктинца Пьера Периньона, якобы изобретшего метод шампанизации для производства игристых вин. «Dom Pérignon Prestige Cuvee» является миллезимным шампанским, то есть произведённым из винограда года урожая, указанного на бутылке, и, как правило, это выдающийся год. Под маркой производятся два типа шампанского: белое брют и розовое брют. Объём бутылок производимого шампанского: 0,75, 1,5, 3 и 6 литров.

## История
Дом Периньон Dom Pérignon (1638-1715) был монахом и хозяином погреба в бенедиктинском аббатстве в Отвилье. Около 1670 года он стал пионером ряда методов виноделия — первым смешал виноград таким образом, чтобы улучшить качество вин, сбалансировать один элемент с другим, чтобы получить лучшее целое, и устранить ряд их недостатков; усовершенствовал искусство производства чистых белых вин из черных. виноград с помощью умелых манипуляций с прессами; усиливает тенденцию шампанских вин сохранять свой натуральный сахар, чтобы естественным образом вызвать вторичную ферментацию весной; мастерски решает, когда разливать эти вина по бутылкам, чтобы получить пузырьки. Он также ввел пробки (вместо деревянных), которые крепились к бутылкам пеньковой бечевкой, смоченной в масле, чтобы сохранить вина свежими и игристыми, и использовал более толстое стекло для укрепления бутылок (которые в то время были склонны взрываться). Развитие игристых вин как основного стиля производства в Шампани происходило постепенно в 19 веке, более чем через столетие после смерти Дома Периньона.
Первый урожай Dom Pérignon "Дом Периньон" был собран в 1921 году и по причине Великой депрессии 1930-х годов поступил в продажу только в 1936 году, отплыв в Нью-Йорк на лайнере "Нормандия". Бренд, не эксплуатируемый, был подарен шампанским Мерсье Моэту в 1927 году на свадьбу двух семей.
Несколько лет спустя в каталоге лондонского аукциона Кристис была зарегистрирована бутылка урожая 1926 года как второй миллезим, но официально в карте миллезимов дома Moët et Chandon она отсутствовала. Следующим после урожая 1921 года шёл легендарный 1928. Бутылка урожая 1926 года выглядела, как «Dom Pérignon Prestige Cuvee» в оригинальной бутылке реплики XVIII века, с оригинальной этикеткой и оригинальным шрифтом. В 1935 году 300 бутылок предшественника "Дом Периньон" урожая 1926 года были проданы компании Simon Bros. & Co., компания, импортировавшая Moët в Соединенное Королевство, подарила по две бутылки каждому из своих 150 лучших клиентов в ознаменование их столетия. Хотя эти бутылки были почти идентичны последующим выпускам Dom Pérignon, на них не было названия Dom Pérignon, на лицевой же этикетке бутылки было написано: "Шампанское, специально поставленное к столетию Simon Brothers & Co 1835-1935". Вино сразу же привлекло внимание на рынке, и вскоре после этого 100 коробок урожая 1921 года были отправлены в Соединенные Штаты, на этот раз с названием Dom Pérignon. Джеймс Бьюкенен Дьюк, миллиардер, основавший Американскую табачную компанию, заказал 100 бутылок для себя. 17 бутылок, проданных на аукционе Christie's в Нью-Йорке в июне 2004 года, были частью этого заказа (Дорис Дьюк, дочь миллиардера, хранила их в своем погребе). По словам нынешнего мастера погреба "Дом Периньон" Ричарда Жоффруа (2012), который был шеф-поваром Dom Pérignon с 1990 года, винтаж 1921 года имел "характерный букет, состоящий из сандалового дерева, ванили и пралине".
До сбора урожая 1943 года "Дом Периньон" производился из обычного марочного шампанского Moët & Chandon, которое после длительной выдержки разливалось в специальные бутылки в стиле 18 века. Таким образом, это был фактически "энотечный" выпуск марочного шампанского Moët & Chandon в другой бутылке. Начиная с урожая 1947 года, "Дом Периньон" с самого начала производился отдельно.
В 1971 году шах Ирана заказал несколько бутылок первого урожая розового вина Dom Pérignon "Дом Периньон" (1959 год) для празднования 2500-летия Персидской империи. Бутылка этого шампанского из этого заказа была продана на аукционе за 24 758 евро в 2008 году.
В 1981 году Dom Pérignon Дом Периньон был выбран для свадьбы леди Дианы Спенсер и принца Чарльза. Магнумы Dom Pérignon Vintage 1961, поданные 29 июля, имели специальную эмблему, созданную специально для церемонии.

## Производство
Для производства «Dom Pérignon Cuvee» используют виноград, собранный с виноградников коммун категории Гран Крю и Премье Крю, приобретенных домом Moët et Chandon в 1820 году у аббатства Овиллер, и с виноградников, принадлежащих дому шампанских вин Lanson:
- Aÿ-Champagne Grand Cru
- Bouzy Grand Cru
- Cramant Grand Cru
- Le Mesnil-sur-Oger Grand Cru
- Verzenay Grand Cru
- Hautvillers Premier Cru

В объявленный год урожая производится порядка 200 тыс. ящиков «Dom Pérignon».
Сортовой состав «Dom Pérignon Cuvee»: 55 % шардоне и 45 % пино нуар. Выдерживается в бутылках на осадке не менее 12 месяцев. Года урожаев: 1921, 1926, 1928, 1929, 1934, 1943, 1947, 1949, 1952, 1953, 1955, 1959, 1961, 1962, 1964, 1966, 1969, 1970, 1971, 1973, 1975, 1976, 1978, 1980, 1982, 1983, 1985, 1988, 1990, 1992, 1993, 1995, 1996, 1998, 1999, 2000, 2002, 2003, 2004, 2005, 2006, 2009, 2010, 2012 и 2013..
Сортовой состав «Dom Pérignon Cuvee Rosé»: 50 % шардоне и 50 % пино нуар. Выдерживается в бутылках на осадке не менее 12 месяцев. Года урожаев: 1959, 1962, 1964, 1966, 1969, 1971, 1973, 1975, 1978, 1980, 1982, 1985, 1986, 1988, 1990, 1992, 1993, 1995, 1996, 1998, 2000, 2002, 2003, 2004, 2005, 2006, 2008 и 2009..
По состоянию на 2024 год текущим миллезимом для белого «Dom Pérignon» является 2013, а для розового - 2009.

## Дизайнерские решения
В сентябре 2008 года представлен эксклюзивный набор «Stolen Kisses by Sylvie Fleury», состоящий из бутылки розового шампанского 1998 года урожая и двух хрустальных бокалов с выполненными вручную отпечатками губной помады. Набор создан в сотрудничестве с известным швейцарским архитектором и дизайнером Сильвией Флёри в количестве 999 пронумерованных экземпляров.
К рождественским праздникам 2007 года представлен эксклюзивный набор «Dom Pérignon Rosé Guitar Case by Karl Lagerfeld», состоящий из шести бутылок розового шампанского и трёх хрустальных бокалов, лежащих в гитарном футляре, оформленном известным немецким дизайнером Карлом Лагерфельдом. Выполненный в розовом цвете, футляр для гитары, искусно переделанный в футляр для шести бутылок шампанского и трёх бокалов, произведен вручную и покрыт снаружи кожей окуня, а внутри — кожей ягнёнка. В коллекцию из шести бутылок входят розовые вина нескольких урожаев, а именно три бутылки урожая 1996 года, две бутылки урожая 1986 года и одна бутылка 1966 года урожая. Покупателю набора от лица LVMH на пафосной презентации представляли этот уникальный набор топ-модели Ева Герцигова и Бред Крёниг. Ориентировочная цена набора - 100 тысяч евро.